# Pigeon roussard
Columba guinea
Espèce
Statut de conservation UICN

 LC  : Préoccupation mineure
Statut CITES
Le Pigeon roussard (Columba guinea) ou Pigeon de Guinée, est une espèce d'oiseaux de la famille des Columbidae.

## Description

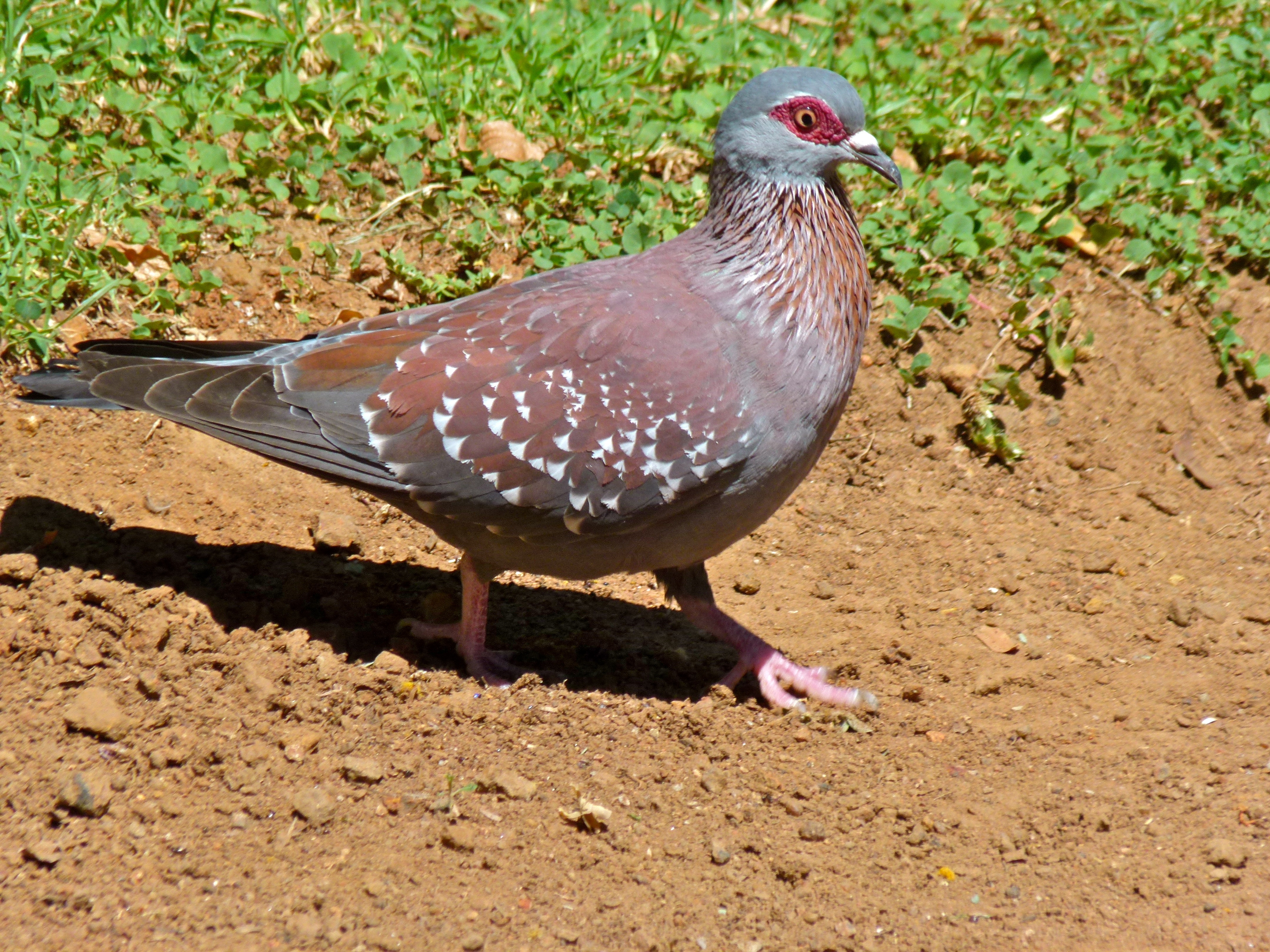
Pigeon roussard (Pilanesberg)

C'est un grand pigeon, d'une longueur de 41 cm. Son dos et ailes sont rousses, et ces dernières fortement tachetées de blanc. Le reste des parties supérieures et inférieures sont bleu-gris, et la tête est grise avec des zones rouges autour de l'œil. Le cou est brunâtre, strié de blanc, et les pattes rouges.
Il n'y a pas de dimorphisme sexuel apparent entre les deux sexes, mais les immatures sont plus bruns que les adultes.
Le chant est un doo-doo-doo fort.

## Distribution et habitat
Il vit en Afrique subsaharienne (rare en Afrique équatoriale).
Cet oiseau est fréquemment observé autour des habitations humaines et des cultures.

## Comportement
Cette espèce construit un grand nid de branchages dans un arbre et y pond deux œufs blancs. Son vol est rapide, avec des battements d'ailes réguliers, occasionnellement parsemés de battements rapides, caractéristiques des pigeons en général. La majeure partie de sa nourriture est végétale, et on retrouve ce pigeon en grand nombre où le grain ou les arachides sont disponibles.

## Sous-espèces
D'après la classification de référence (version 14.1, 2024) du Congrès ornithologique international, cette espèce est constituée des deux sous-espèces suivantes :
- Columba guinea guinea Linnaeus, 1758 — Soudan (région) et Afrique orientale ;
- Columba guinea phaeonota Gray, 1856, de protonyme Columba phaeonotus — Afrique australe.

### Source
- (en) Cet article est partiellement ou en totalité issu de l’article de Wikipédia en anglais intitulé « Speckled Pigeon » (voir la liste des auteurs).